# Onze Magníficas (fotos)
As Onze Magníficas é um grupo de fotos do Dia D (6 de junho de 1944) tiradas pelo fotógrafo de guerra Robert Capa. Capa estava com uma das primeiras ondas de tropas pousando na praia da invasão americana, a praia de Omaha. Capa afirmou que, durante o ataque, ele tirou 106 fotos, todas menos onze delas foram destruídas em um acidente de processamento no laboratório fotográfico da revista Life em Londres. As fotos sobreviventes desde então foram chamadas de Onze Magníficas. Contudo, uma pesquisa recente sugeriu que somente onze fotos no total foram tiradas e que nenhuma foto estava "perdida" ou destruída. As fotos foram amplamente celebradas, e dizem que Steven Spielberg se inspirou nelas ao filmar O Resgate do Soldado Ryan.